# New York State Assembly
New York State Assembly – niższa izba organu ustawodawczego stanu Nowy Jork.
Funkcjonuje na mocy konstytucji Nowego Jorku. Zasiada w nim 150 członków wybieranych na dwuletnią kadencję w poszczególnych okręgach wyborczych. Aby zostać wybranym na członka izby, kandydat musi być obywatelem Stany Zjednoczonych, rezydentem stanu Nowy Jork przez 5 lat, a w niektórych przypadkach mieszkać w okręgu, z którego jest wybierany, przynajmniej przez cały rok poprzedzający wybory. Izba podejmuje decyzje większością głosów.
Przewodniczy izby, nazywany "spikerem", jest wybierany przez izbę spośród członków na dwuletnią kadencję.